# Jacobstempel

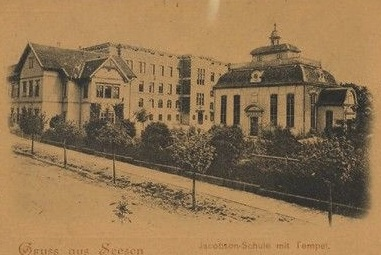
Jacobsonschule (links) und Jacobstempel (rechts). Historische Postkarte, um 1900.

Der Jacobstempel in Seesen wurde 1810 eingeweiht und war der weltweit erste Synagogenbau des Reformjudentums. Er befand sich auf dem Gelände der Jacobsonschule und wurde während der Novemberpogrome 1938 zerstört.

## Name
Der  Kaufmann und Bankier Israel Jacobson (1768–1828), ein früher Vertreter des Reformjudentums in Deutschland, gab der von ihm gestifteten Synagoge den Namen Jacobstempel. Er wollte damit einerseits das Gedächtnis seines Vaters Israel Jacob (1729–1803) ehren, andererseits mit der Bezeichnung Tempel ausdrücken, dass die Synagoge als Gebetshaus an die Stelle des Jerusalemer Tempels getreten war.

## Einweihung

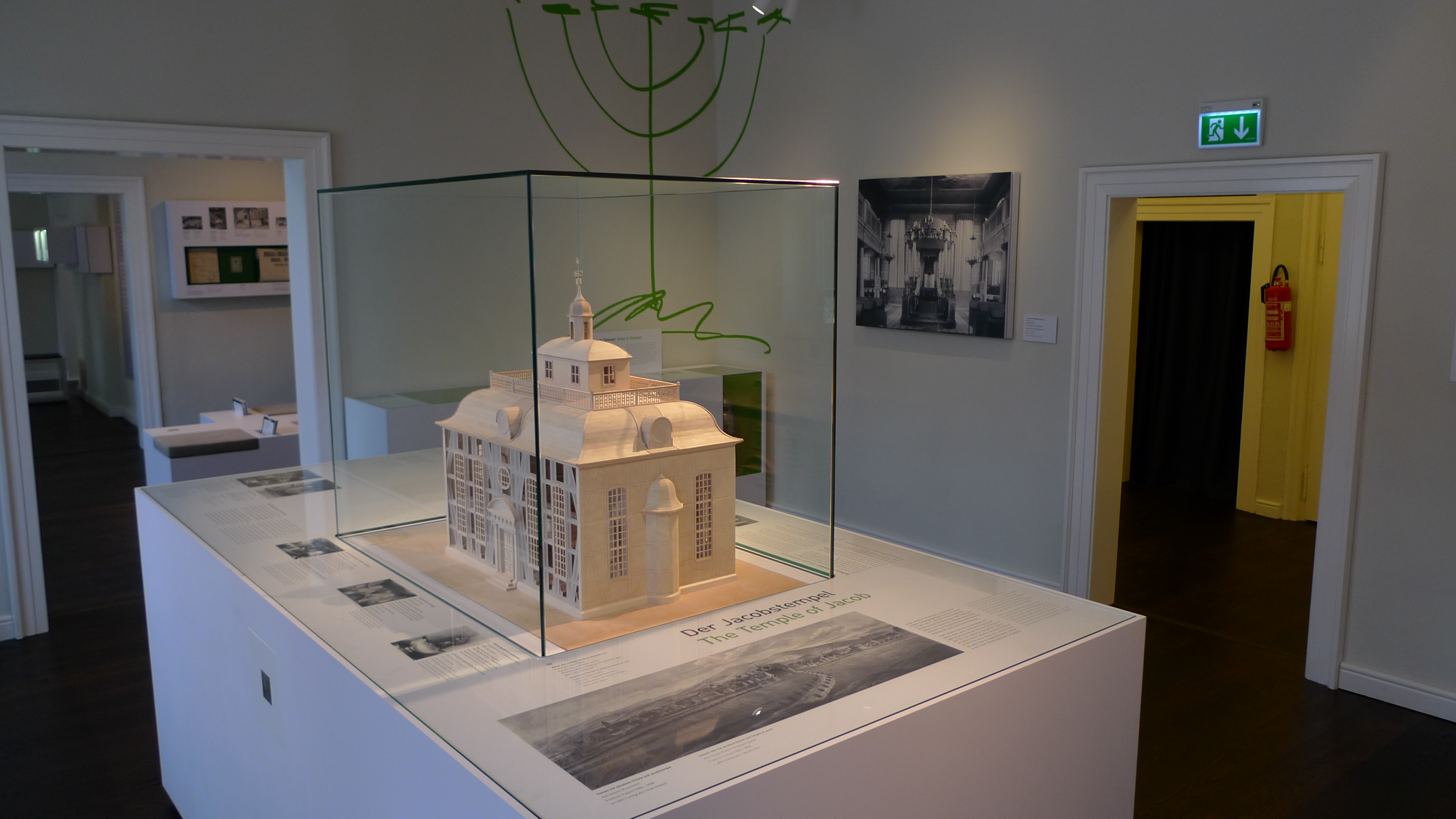
Modell des Jacobstempels im Museum Seesen (2010).

Die Einweihung fand am 17. Juli 1810 mit einem gemeinsamen christlich-jüdischen Gottesdienst statt. Ein Zeitgenosse schrieb:
„Das Fest war originell und einzig in seiner Art. Wo hat es wohl ehedem einen ähnlichen solchen Tag gegeben, an welchem Christen und Israeliten einen gemeinschaftlichen Gottesdienst, in Gegenwart von mehr als vierzig Geistlichen beider Religionen, miteinander feierten. Nur der Toleranz unserer Tage ist es aufbehalten gewesen, alles dieses zu bewirken.“

## Architektur
Der Jacobstempel war ein rechteckiger, freistehender Fachwerkbau in der Art eines Rokokopavillons. Im Westen befand sich ein Vestibül, von wo aus die Frauen über eine Treppe auf die Empore gelangten. Über dem Eingang stand ein Bibelvers: „Haben wir nicht alle einen Vater? Hat uns nicht ein Gott geschaffen?“ (Maleachi 2,10).

### Innenraum
Im Inneren hatte der Jacobstempel Ähnlichkeit mit einem protestantischen Kirchenbau. Das Lesepult (Bima) stand nicht in der Raummitte, sondern vor den Stufen zum Toraschrein an der Ostwand. Blickfang vor dem Toraschrein war die Kanzel unter ihrem Baldachin; hier war die Andreaskirche (Seesen) vorbildhaft gewesen. Die Sitzbänke für die Männer waren nach der Art von Kirchenbänken links und rechts von einem Mittelgang aufgereiht.
An den Längswänden befanden sich, auf Säulen gestützt, die Frauenemporen; an der Westwand gab es eine Orgelempore. Dies war die erste Orgel in einer Synagoge.

## Vorbild
Nach Vorbild des Jacobstempels adaptierte man die neuen Ideen bald in Berlin und anderen Städten, so dass eine eigene Typologie von Reformsynagogen entstand.

## Zerstörung
Seit den 1920er Jahren wurde der Jacobstempel nur noch selten für Gottesdienste benutzt. Der Schulhof war Aufmarschgelände für NS-Formationen, deshalb drangen mehrfach „Volksgenossen“ in das Gebäude ein, demolierten es und übermalten hebräische Beschriftungen und jüdische Symbole. Am Abend des 9. November 1938 wurde der Jacobstempel durch Brandstiftung völlig zerstört; der Synagogenwächter Nußbaum starb am 14. November 1938 unter ungeklärten Umständen, mutmaßlich als Folge von Misshandlungen.